# Onyeka Okongwu
Onyeka Okongwu (Los Angeles, 11 dicembre 2000) è un cestista statunitense.

## Carriera

### High school
Ha frequentato la Chino Hills High School di Chino Hills, in California, e ha iniziato a giocare con la squadra principale già dalla stagione da freshman. Nel suo primo anno, è stato compagno di squadra dei fratelli Lonzo, LiAngelo e LaMelo Ball, che hanno contribuito a portare la squadra sotto i riflettori nazionali. La squadra si è classificata al primo posto nel paese con un record di 35-0 e ha conquistato il titolo di stato della Open Division della California Interscholastic Federation (CIF). Okongwu ha condiviso il MaxPreps National Freshman of the Year con il suo compagno di squadra, LaMelo Ball, dopo aver segnato 7,9 punti di media, 7,2 rimbalzi e 3,1 stoppate a partita.
Al secondo anno ha aiutato Chino Hills a raggiungere le semifinali del CIF Southern Section Open Division e le semifinali CIF State Southern Regional. Ha registrato una media di 28 punti, 14 rimbalzi e 4 stoppate a partita, guadagnandosi il titolo di "California Mr. Basketball" e venendo inserito nel primo quintetto USA Today All-USA California. Da senior, Okongwu ha guidato Chino Hills al secondo posto al torneo CIF Sezione Sud Divisione I e al suo secondo titolo di stato CIF Divisione I consecutivo. Dopo aver segnato una media di 27 punti, 11 rimbalzi, 4,3 stoppate e quattro assist a partita, si è ripetuto per la seconda volta come "California Mr. Basketball" , diventando il quinto giocatore di sempre ad averlo vinto due volte, ed è stato inserito nel primo quintetto USA Today All-USA California.

### College
Il 14 maggio 2018, a conclusione della sua stagione da junior, annuncia ad ESPN di aver deciso di giocare nell'NCAA con gli USC Trojans pur avendo ricevuto offerte da UCLA e Arizona State. Al suo debutto collegiale, il 5 novembre 2019, mette a segno un'ottima prestazione da 20 punti, 13 rimbalzi e un record scolastico di otto stoppate per portare i Trojans alla vittoria per 77-48 su Florida A&M. È diventato il primo giocatore della USC a registrare una doppia-doppia al suo debutto da Taj Gibson nel 2006. Il 19 novembre ha segnato 33 punti, inclusi 17 tiri liberi, nella vittoria di 91-84 su Pepperdine. La performance lo ha aiutato a conquistare il titolo di miglior giocatore della Pac-12 Conference e matricola della settimana il 25 novembre. Il 1º dicembre ha fatto registrare 27 punti, 14 rimbalzi e tre stoppate nella vittoria 77-62 su Harvard all' Orlando Invitational. Ha segnato 28 punti, 24 dei quali solo nel secondo tempo, e catturato 12 rimbalzi in una vittoria del 15 dicembre contro Long Beach State. Il giorno dopo è stato nominato freshman della settimana della Pac-12 per la seconda volta. Il 2 gennaio 2020, ha avuto un'altra ottima prestazione, con 27 punti e 12 rimbalzi nella vittoria per 65-56 su Washington State. Il 24 gennaio, ha totalizzato 23 punti, 14 rimbalzi e sei stoppate nella sconfitta per 79-70 ai tempi supplementari contro Oregon. Al termine della stagione regolare è stato inserito nella prima squadra All-Pac-12 e nel Pac-12 All-Freshman Team. Ha guidato USC con 16,2 punti, 8,6 rimbalzi e 2,7 stoppate a partita. 
Il torneo Pac-12 e il torneo NCAA sono stati cancellati a causa della pandemia di COVID-19. Il 25 marzo 2020, Okongwu ha annunciato che sarebbe entrato nel Draft NBA 2020 e avrebbe rinunciato ai suoi ultimi tre anni di idoneità al basket universitario.

### NBA

#### Atlanta Hawks (2020-)
Il 18 novembre 2020, al Draft NBA 2020 viene scelto dagli Atlanta Hawks con la sesta scelta assoluta. Fa il suo debutto per la squadra di Atlanta il 15 gennaio del 2021, mettendo a segno 4 punti, 5 rimbalzi e 3 assist in 14 minuti nella sconfitta contro gli Utah Jazz. Mette a segno la sua seconda doppia doppia e il career high di punti e rimbalzi il 16 maggio 2021, nella vittoria casalinga per 124-95  contro gli Houston Rockets, con una prestazione da 21 punti, 15 rimbalzi e 3 assist. Conclude la sua prima stagione da rookie in NBA con una media di 4.6 punti, 3.3 rimbalzi a partita in regular season. Dopo i playoff, nei quali con gli Atlanta Hawks raggiunge le finali della Eastern Conference, poi perse contro i Milwaukee Bucks, è costretto a sottoporsi ad un'operazione chirurgica alla spalla destra per riparare la rottura di un tendine della scapola.

## Statistiche

### NCAA
| Anno      | Squadra     | PG | PT | MP   | TC%  | 3P%  | TL%  | RP  | AP  | PRP | SP  | PP   |
| --------- | ----------- | -- | -- | ---- | ---- | ---- | ---- | --- | --- | --- | --- | ---- |
| 2019-2020 | USC Trojans | 28 | 28 | 30,6 | 61,6 | 25,0 | 72,0 | 8,6 | 1,1 | 1,2 | 2,7 | 16,2 |
| Carriera  | Carriera    | 28 | 28 | 30,6 | 61,6 | 25,0 | 72,0 | 8,6 | 1,1 | 1,2 | 2,7 | 16,2 |

#### Massimi in carriera
- Massimo di punti: 33 vs Pepperdine (19 novembre 2019)[1]
- Massimo di rimbalzi: 14 (2 volte)
- Massimo di assist: 3 (4 volte)
- Massimo di palle rubate: 4 vs Colorado-Boulder (20 febbraio 2020)
- Massimo di stoppate: 8 vs Texas A&M (5 novembre 2019)
- Massimo di minuti giocati: 46 vs Oregon (23 gennaio 2020)

### NBA

#### Regular season
| Anno      | Squadra       | PG  | PT | MP   | TC%  | 3P%  | TL%  | RP  | AP  | PRP | SP  | PP   |
| --------- | ------------- | --- | -- | ---- | ---- | ---- | ---- | --- | --- | --- | --- | ---- |
| 2020-2021 | Atlanta Hawks | 50  | 4  | 12,0 | 64,4 | 0,0  | 63,2 | 3,3 | 0,4 | 0,5 | 0,7 | 4,6  |
| 2021-2022 | Atlanta Hawks | 48  | 6  | 20,7 | 69,0 | -    | 72,7 | 5,9 | 1,1 | 0,6 | 1,3 | 8,2  |
| 2022-2023 | Atlanta Hawks | 80  | 18 | 23,1 | 63,8 | 30,8 | 78,1 | 7,2 | 1,0 | 0,7 | 1,3 | 9,9  |
| 2023-2024 | Atlanta Hawks | 55  | 8  | 25,5 | 61,1 | 33,3 | 79,3 | 6,8 | 1,3 | 0,5 | 1,1 | 10,2 |
| 2024-2025 | Atlanta Hawks | 74  | 40 | 27,9 | 56,7 | 32,4 | 75,9 | 8,9 | 2,3 | 0,9 | 0,9 | 13,4 |
| Carriera  | Carriera      | 307 | 76 | 22,5 | 61,4 | 32,2 | 75,5 | 6,7 | 1,3 | 0,7 | 1,1 | 9,6  |

#### Play-off
| Anno     | Squadra       | PG | PT | MP   | TC%  | 3P%  | TL%  | RP  | AP  | PRP | SP  | PP  |
| -------- | ------------- | -- | -- | ---- | ---- | ---- | ---- | --- | --- | --- | --- | --- |
| 2021     | Atlanta Hawks | 18 | 0  | 9,2  | 54,8 | 0,0  | 66,7 | 2,7 | 0,1 | 0,3 | 0,7 | 2,7 |
| 2022     | Atlanta Hawks | 5  | 1  | 21,6 | 56,3 | -    | 80,0 | 5,4 | 0,4 | 0,8 | 0,8 | 5,2 |
| 2023     | Atlanta Hawks | 6  | 0  | 21,8 | 60,0 | 100  | 50,0 | 6,3 | 1,2 | 0,3 | 1,3 | 6,0 |
| Carriera | Carriera      | 29 | 1  | 14,0 | 56,9 | 50,0 | 65,9 | 3,9 | 0,4 | 0,4 | 0,9 | 3,8 |

#### Massimi in carriera
- Massimo di punti: 21 (2 volte)[2]
- Massimo di rimbalzi: 20 vs Indiana Pacers (13 gennaio 2023)
- Massimo di assist: 5 (2 volte)
- Massimo di palle rubate: 3 (6 volte)
- Massimo di stoppate: 5 (2 volte)
- Massimo di minuti giocati: 43 vs Los Angeles Lakers (30 dicembre 2022)

## Palmarès
- California Mr. Basketball (2018, 2019)
- First Team All-Pac 12 (2020)